# Grèbe de Nouvelle-Zélande
Poliocephalus rufopectus
Espèce
Statut de conservation UICN

 NT  : Quasi menacé
Le Grèbe de Nouvelle-Zélande (Poliocephalus rufopectus) est une espèce d'oiseaux aquatique appartenant à la famille des Podicipedidae endémique de la Nouvelle-Zélande.